# Château de Bruce
Le château de Bruce (anglais : Bruce Castle), anciennement anglais : Lordship House, est un manoir classé du XVIe siècle à Tottenham, Londres. Il est nommé d'après la Maison de Bruce, autrefois propriétaire du terrain sur lequel le bâtiment est construit. Il s'agit de l'une des plus vieilles maisons de briques en Angleterre rénovée aux XVIIe, XVIIIe et XIXe siècles.
Le château a été, entre autres, la résidence de Sir William Compton, des barons Coleraine et de Sir Rowland Hill. Après avoir servi d'école au XIXe siècle (une extension à l'ouest du bâtiment a été construite), le château est devenu un musée retraçant l'histoire de l'actuelle banlieue londonienne d'Haringey et celle de la Royal Mail et de l'influence de Sir Rowland Hill. Le bâtiment abrite également les archives de la banlieue d'Haringeu. 
Depuis 1872, les terrains sont devenus jardin public, le plus vieux de Tottenham.

## Origines du nom
Le nom "château de Bruce" provient de "la Maison de Bruce", autrefois propriétaire d'un tiers de la seigneurie de Tottenham.  
Après son accession au trône écossais en 1306, Robert I d’Écosse perd ses terres en Angleterre, dont les terres de Bruce à Tottenham mettant ainsi fin aux relations entre la famille de Bruce et l'entière région. Les terres de Bruce sont ainsi distribuées à Richard Spigurnell et Thomas Hethe. C'est au début du XVe siècle que les trois parties qui composent la seigneurie de Tottenham sont réunies, sous la famille Gedeney. 
Dans les plus anciens registres, le château est appelé Lordship House. Le nom "château de Bruce" semble avoir été adopté pour la première fois par Henry Hare, Second Baron de Coleraine (1635-1708) même si Daniel Lysons, dans Les Environs de Londres (1795) qu'il est déjà fait mention de ce nom au XIIIe siècle. 

## Architecture
Une tour indépendante et cylindrique de style Tudor se dresse en façade sud du château et est considérée comme pièce la plus ancienne de l'édifice. Cette tour haute de 6,40 m aux murs de 0,91 m d'épaisseur est faite de briques rouges. 

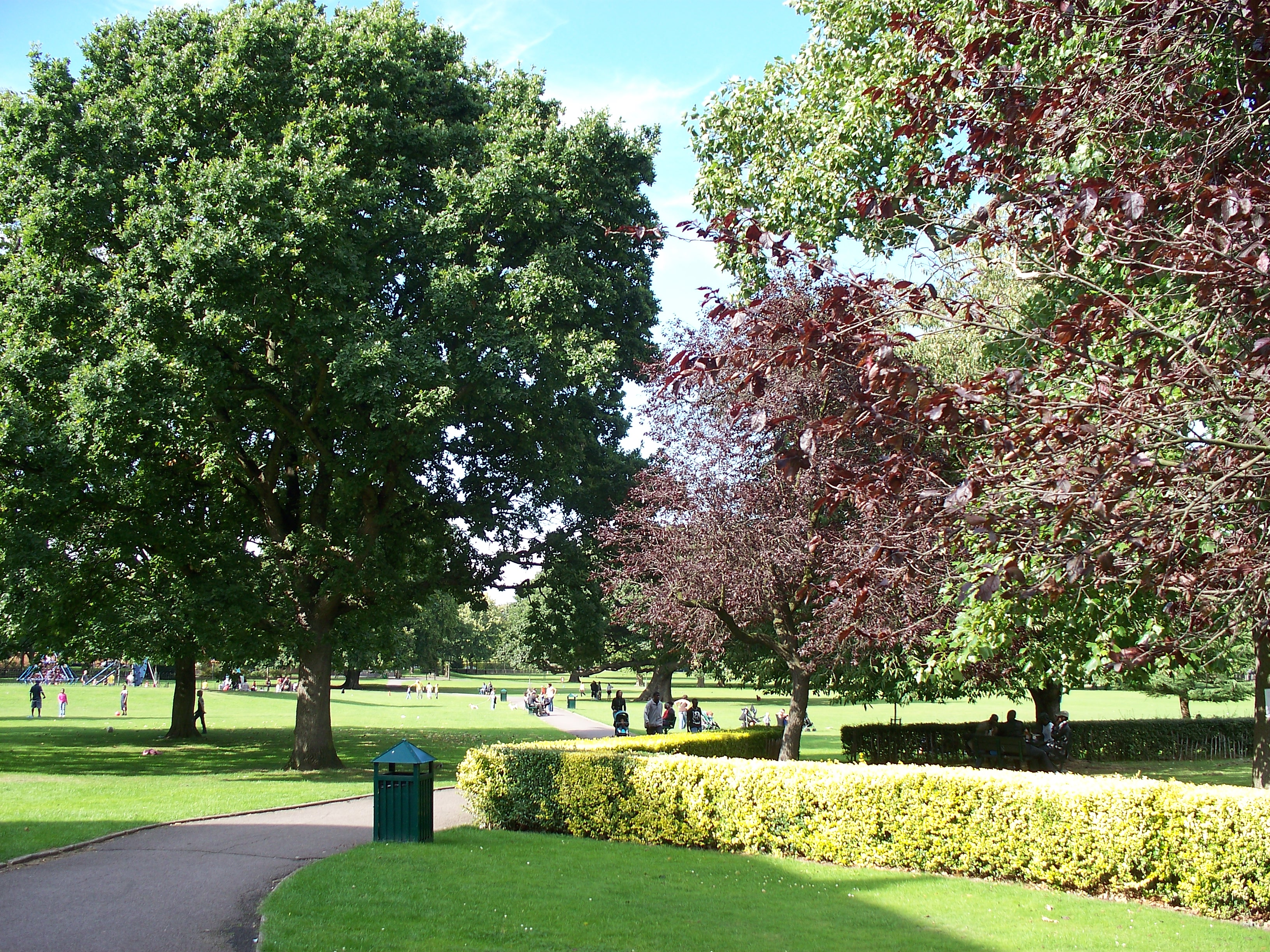
Parc
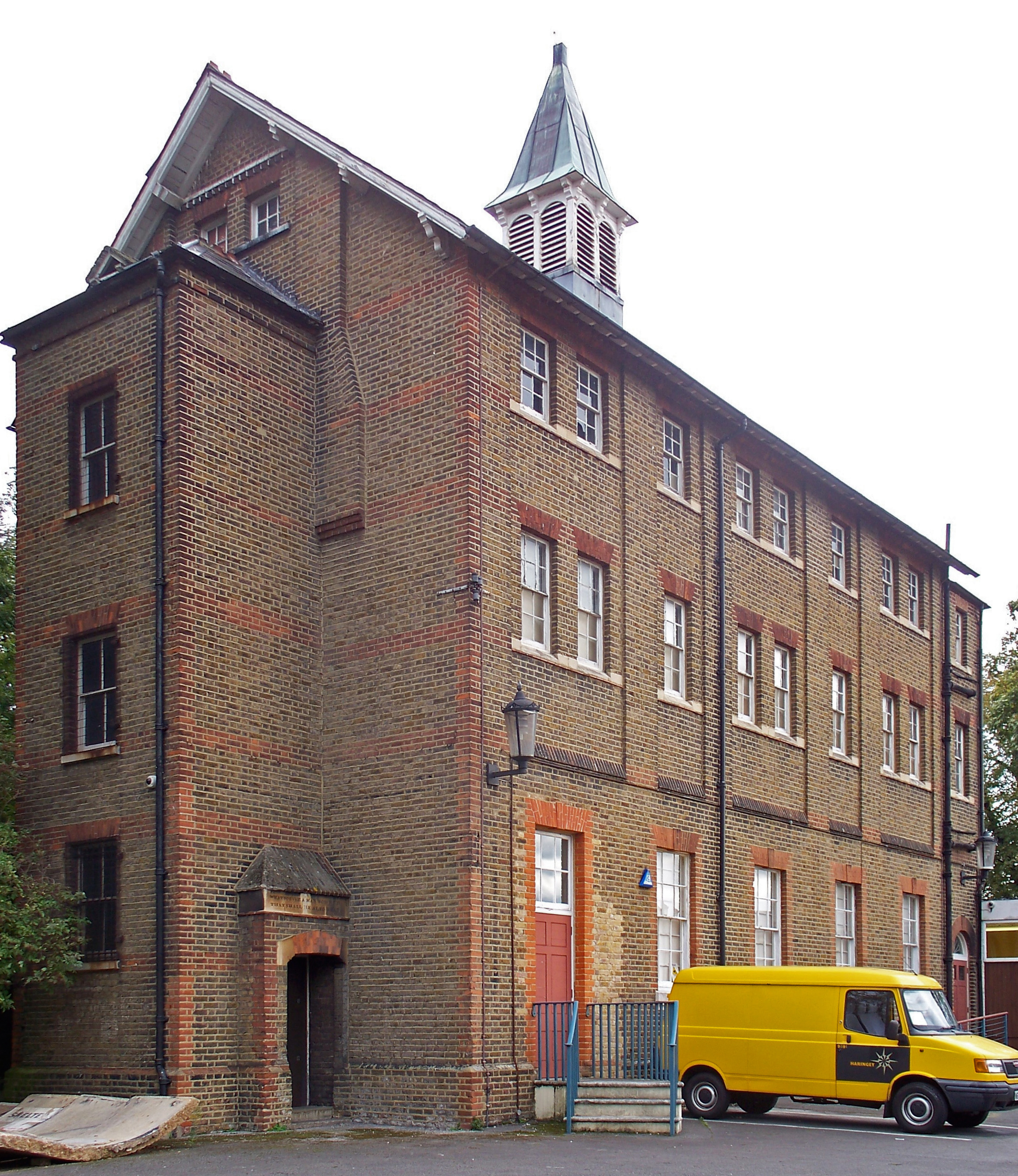
Extension
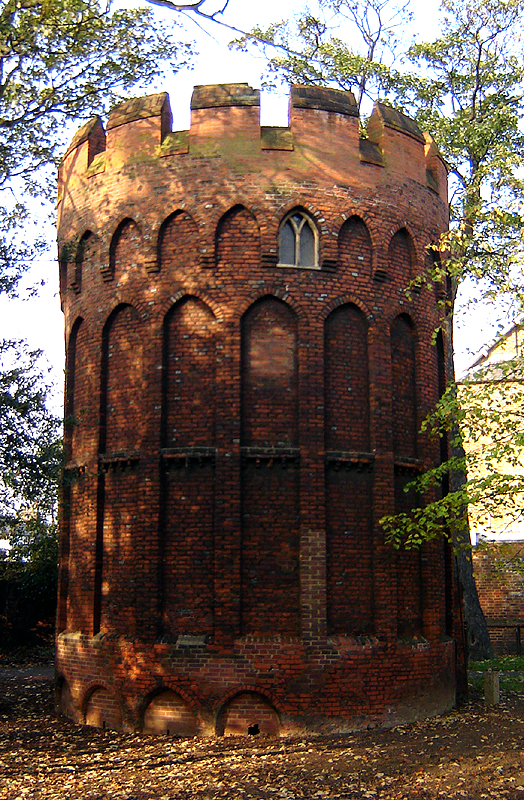
Tour
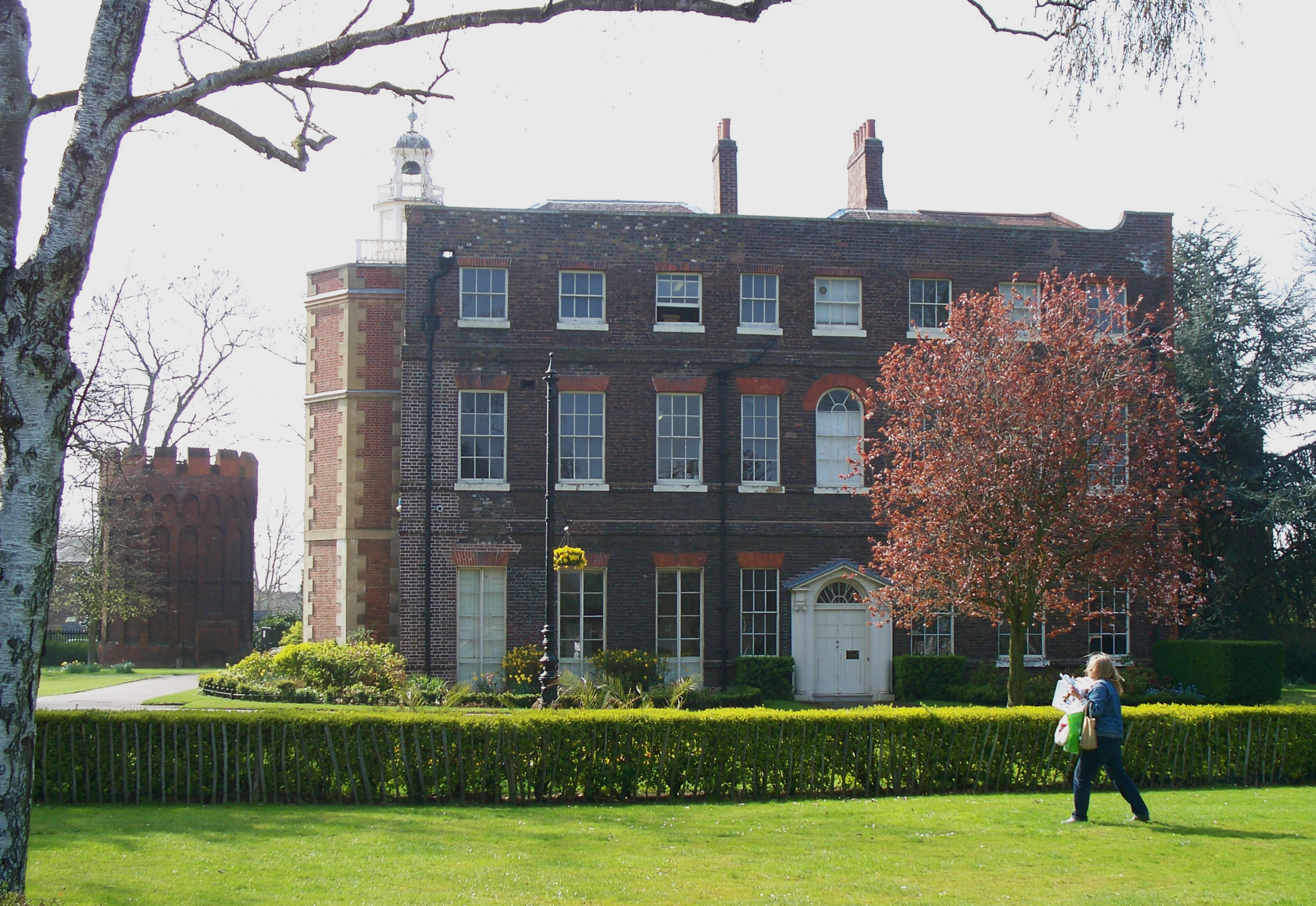
Côté est